# Lepidagathis plantaginea
Lepidagathis plantaginea är en akantusväxtart som beskrevs av Gottfried Wilhelm Johannes Mildbraed. Lepidagathis plantaginea ingår i släktet Lepidagathis och familjen akantusväxter. Inga underarter finns listade i Catalogue of Life.